# Skubarczewo
Skubarczewo (prononciation : [skubarˈt͡ʂɛvɔ]) est un village polonais de la gmina d'Orchowo dans le powiat de Słupca de la voïvodie de Grande-Pologne dans le centre-ouest de la Pologne.
Il se situe à environ 6 kilomètres à l'ouest d'Orchowo (siège de la gmina), à 23 kilomètres au nord de Słupca (siège du powiat) et à 70 kilomètres à l'est de Poznań (capitale régionale).
Le village possédait une population de 177 habitants en 2012.

## Histoire
De 1975 à 1998, le village faisait partie du territoire de la voïvodie de Konin.

Depuis 1999, Skubarczewo est situé dans la voïvodie de Grande-Pologne.